# リズバーン伯爵
 リズバーン伯爵（英: Earl of Lisburne）は、イギリスの貴族、伯爵。アイルランド貴族爵位。リズバーン子爵を前身として、第4代リズバーン子爵ウィルモット・ヴォーンが1776年に叙されたことに始まる。 

## 歴史

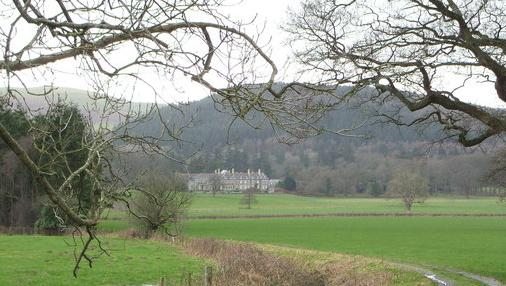
一族のかつての邸宅であるトラウズゴード・マンション

リズバーン伯爵家の祖ジョン・ヴォーン(1667-1721)はカーディガンシャー選挙区選出の庶民院議員を務めた政治家であった。彼は1695年にアイルランド貴族としてアントリム県におけるリズバーン子爵(Viscount Lisburne in the County of Antrim)及びティペラリー県フェザードのフェザード男爵(Baron Fethard/Fethers,of Featheard in the County of Tipperary)に叙せられた。初代子爵ののちは、息子のジョンが爵位を承継した。 
2代子爵ジョン(1695-1741)も父同様に庶民院議員を務めたほか、カーディガンシャー統監を務めた。彼ののちは、弟及びその子ウィルモットの順で爵位は相続された。 
4代子爵ウィルモット(1730-1800)は海軍本部委員や商務委員を務めたのち、1776年7月18日にアイルランド貴族としてリズバーン伯爵(Earl of Lisburne)に陛爵した。ただ初代伯はこの叙爵に不満があり、ポートランド公にたびたびグレートブリテン貴族爵位の叙爵を求めたが、ついぞ叶うことはなく1800年に没すると、その息子ウィルモット、異母弟ジョンの順で爵位は継承された。 
3代伯ジョン(1769-1831)はカーディガン・ボロ選挙区選出の庶民院議員を務めた。 
その玄孫にあたる7代伯アーネスト(1892-1965)はカーディガン州治安判事やウェールズ大学副学長を務めた。 
その孫にあたる9代伯デイヴィッド(1945-)が現当主であり、2014年に爵位を継承した。   
かつての一族の邸宅にはウェールズ地方ケレディジョンに位置するトラウズゴード・マンション(Trawsgoed Mansion)があった。 ただしヴォーン家は邸宅を手放したといえど、トラウズゴードのかなりの土地をいまだ有しているという。

## 現当主の保有爵位
現当主である第9代リズバーン伯爵デヴィッド・ジョン・フランシス・マレット・ヴォーンは以下の爵位を有する。
- 第9代リズバーン伯爵(9th Earl of Lisburne)
(1776年7月18日の勅許状によるアイルランド貴族爵位)
- 第13代アントリム県におけるリズバーン子爵(13th Viscount Lisburne in the County of Antrim)
(1695年6月5日の勅許状によるアイルランド貴族爵位)
- 第13代ティペラリー県フェザードのフェザード男爵(13th Baron Fethard/Fethers,of Featheard in the County of Tipperary)[註釈 2]
(1695年6月5日の勅許状によるアイルランド貴族爵位)

主たる爵位と従属爵位たる子爵が同名であるため、爵位の法定推定相続人はヴォーン子爵(Viscount Vaughan)を儀礼称号として用いる。

## 一覧

### リズバーン子爵（1695年）
- 初代リズバーン子爵ジョン・ヴォーン （1670–1721）
- 第2代リズバーン子爵ジョン・ヴォーン （1695–1741）
- 第3代リズバーン子爵ウィルモット・ヴォーン（英語版） （?-1766）
- 第4代リズバーン子爵ウィルモット・ヴォーン（英語版）（1730–1800)(1776年にリスバーン伯爵位叙爵）

### リスバーン伯爵（1776年）
- 初代リズバーン伯爵ウィルモット・ヴォーン（英語版） （1730–1800）
- 第2代リズバーン伯爵ウィルモット・ヴォーン（1755–1820）
- 第3代リズバーン伯爵ジョン・ヴォーン（英語版）（1769–1831）
- 第4代リズバーン伯爵アーネスト・オーガスタス・マレット・ヴォーン（英語版） （1800–1873）
- 第5代リズバーン伯爵アーネスト・オーガスタス・マレット・ヴォーン（英語版） (1836-1888)
- 第6代リズバーン伯爵ジョージ・ヘンリー・アーサー・ヴォーン（1862-1899）
- 第7代リズバーン伯爵アーネスト・エドマンド・ヘンリー・マレット・ヴォーン（英語版） （1892–1963）
- 第8代リズバーン伯爵ジョン・デヴィッド・マレット・ヴォーン（1918–2014）
- 第9代リズバーン伯爵デヴィッド・ジョン・フランシス・マレット・ヴォーン（1945-）

爵位の推定相続人は、現当主の弟であるマイケル・ジョン・ウィルモット・ヴォーン（1948-）閣下。 
推定相続人の法定推定相続人は、その息子のエドワード・ウィルモット・マレット・ヴォーン（1998-）。 

### 註釈
1. ↑  初代伯は叙爵がなければポートランド公を支持しないとまで訴えたが、公爵がジョージ3世にその旨を奏上したと伝えると、狼狽してとりなしを公爵に求めたという。
2. ↑  「フェザード」のスペリングに関しては出典によって表記に揺れがあるため、両用併記した。